# Jüdischer Friedhof (Joachimsthal)

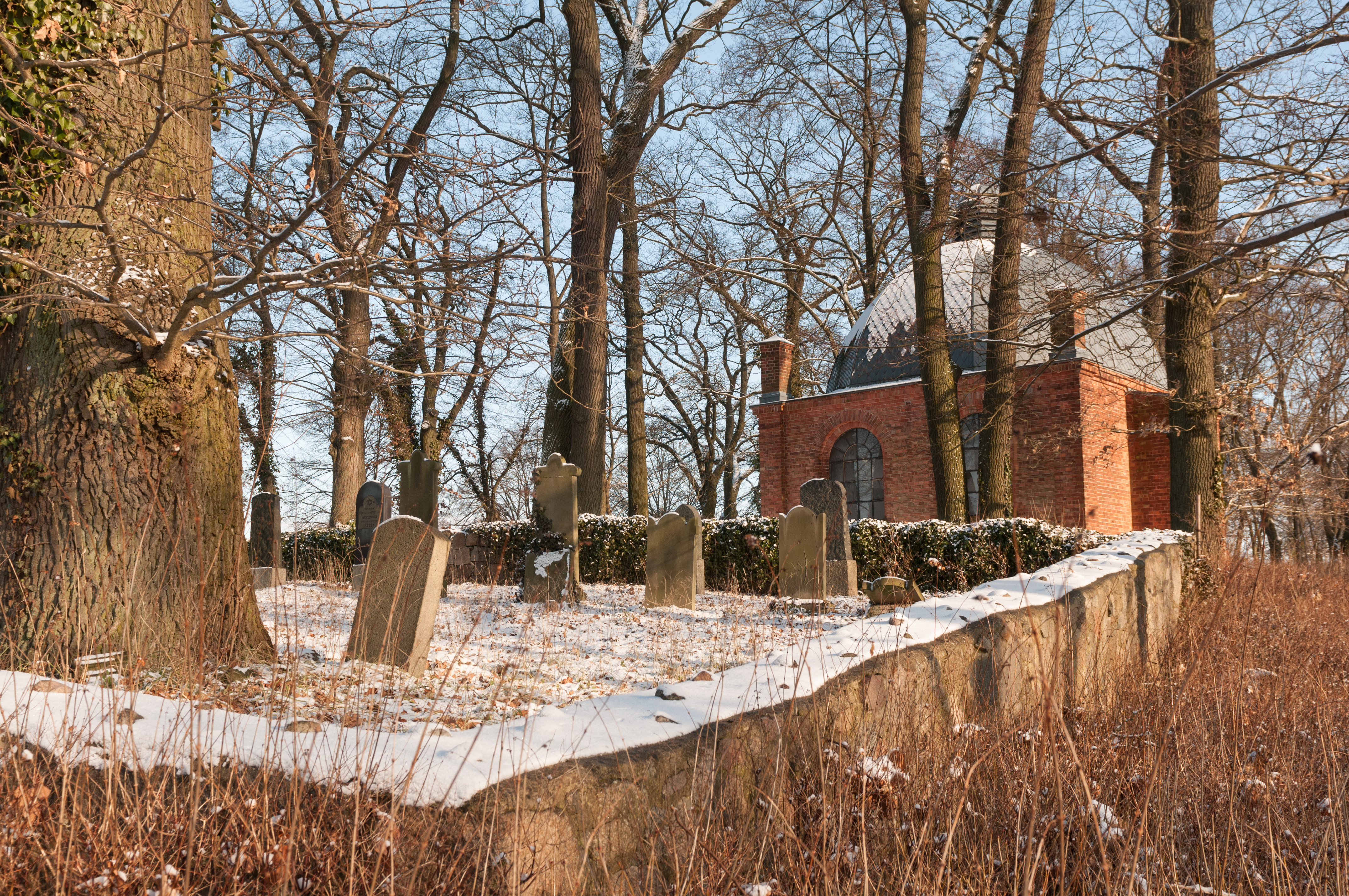
Jüdischer Friedhof Joachimsthal (Januar 2016)

Der Jüdische Friedhof Joachimsthal befindet sich in der Stadt Joachimsthal im Landkreis Barnim im Nordosten des Landes Brandenburg. Als jüdischer Friedhof ist er ein Baudenkmal. Er ist an drei Seiten vom kommunalen Friedhof umgeben, von dem er durch eine Feldsteinmauer abgetrennt ist. Auf dem Friedhof zwischen altem und neuem städtischen Friedhof an der Zorndorfer Straße sind etwa 30 Grabsteine erhalten.

## Geschichte
Zunächst wurden die Toten der jüdischen Gemeinde auf dem Friedhof in Oderberg beigesetzt. Im Jahr 1750 konnten die damals sechs jüdischen Familien in Joachimsthal einen eigenen Begräbnisplatz am Ort anlegen – ein Flecken Sandland hinter der Amtskoppel. Der Friedhof wurde bis zur Auflösung der jüdischen Gemeinde um 1920 benutzt. Insgesamt wurden etwa 60 Gräber belegt.